# Митрофаниха (Владимирская область)
Митрофаниха — деревня в Собинском районе Владимирской области России, входит в состав Копнинского сельского поселения.

## География
Деревня расположена на берегу реки Силуниха в 1 км на север от центра поселения села Заречного и в 16 км на юго-запад от райцентра города Собинка.

## История
В конце XIX — начале XX века деревня входила в состав Копнинской волости Покровского уезда, с 1926 года в составе Болдинской волости Владимирского уезда. В 1859 году в деревне числилось 59 дворов, в 1905 году — 78 дворов, в 1926 году — 80 хозяйств.
В 1905 году при деревне располагались кирпичный и горшечный заводы А.Я. Горшкова и лесная сторожка И.Б. Борисова.
С 1929 года деревня входила в состав Копнинского сельсовета Собинского района.

## Население
| 1859 | 1905 | 1926 | 2002 | 2010 | 2021 |
| ---- | ---- | ---- | ---- | ---- | ---- |
| 355  | ↘275 | ↗335 | ↘30  | ↗46  | ↘43  |